# Governatorato di Sana'a
Sana'a (in arabo: صنعاء) è un governatorato dello Yemen. La sua capitale, Sana'a, è anche la capitale dello Yemen. Tuttavia, la città di Sana'a non fa parte del governatorato, ma invece forma il governatorato separata di Amanat Al-Asemah. Il Governatorato si estende su una superficie di 13850 km². A partire dal 2004, la popolazione era 918 379 abitanti.

## Distretti
- Al Haymah Ad Dakhiliyah
- Al Haymah Al Kharijiyah
- Al Husn
- Arhab
- Attyal
- Bani Dhabyan
- Bani Hushaysh
- Bani Matar
- Bilad Ar Rus
- Hamdan
- Jihanah
- Khwlan
- Manakhah
- Nihm
- Sa'fan
- Sanhan

## Villaggi
- Ad Da'ir
- Ad Dabbat
- Ad Dabr
- Ad Dahrah
- Ad Dar Al Bayda'
- Ad Day`ah
- Ad Dil`
- Ad Dummam
- Ad Durub
- Ad-Dafa
- `Adar
- `Afish
- Al `Abbasi
- Al `Arashi
- Al `Arid, Yemen
- Al `Arif
- Al `Arus
- Al `Atm
- Al `Idiz
- Al `Irrah
- Al `Ulliyah
- Al `Urr
- Al `Uruq
- Al Abraq, Yemen
- Al Aljam
- Al Aysar
- Al Barar
- Al Bashawil
- Al Baslan
- Al Fisirah
- Al Ghalil
- Al Ghiras
- Al Hajjarah
- Al Hajz
- Al Hanajir
- Al Hanakah
- Al Harajah
- Al harf
- Al Harrah, Yemen
- Al Hashishiyah
- Al Hatab
- Al Hatabah
- Al Hatarish
- Al Hawiri
- Al Hayfah
- Al Hijlah
- Al-Hijrah
- Al-Husayn, Yemen
- Al-Ja`Adib
- Al-Ja'If
- Al-Ja`R
- Al-Jaby
- Al-Jahili
- Al-Jahiliyah, San‘a’
- Al-Jalb
- Al-Janadib
- Al-Jannat
- Al-Jarda'
- Al-Jayrif
- Al-Jiraf
- Al-Jirah
- Al-Jirmah
- Al-Jirwah
- Al-Jurn
- Al-Kawlah
- Al-Khamis
- Al-Kharabah, San‘A’
- Al-Kharibah
- Al-Kharifi
- Al-Khasamah
- Al-Khirah
- Al-Lakamah
- Al-Lijam
- Al-Lumi
- Al-Ma`Inah
- Al-Ma'Khadh
- Al-Ma'Mar
- Al-Ma`Shur
- Al-Ma`Yanah
- Al-Madawir
- Al-Madla`Ah
- Al-Magharib
- Al-Mahadhi
- Al-Mahajir
- Al-Mahaqirah
- Al-Mahattah
- Al-Makarib

- Al-Manar, San‘a’
- Al-Mantar
- Al-Maqtu`
- Al-Marahidah
- Al-Marasib
- Al-Marzamah
- Al-Masajid
- Al-Masinah
- Al-Masna`Ah
- Al-Matrat
- Al-Mawqa`
- Al-Mayqa`
- Al-Mi`Zab
- Al-Miqash
- Al-Miqyadah
- Al-Mishraf
- Al-Munaqqab
- Al-Qadam
- Al-Qadhaf
- Al-Qalis
- Al-Qarah, San‘a’
- Al-Qasim, San‘a’
- Al-Qasr
- Al-Qirran
- Al-Qufl, San‘a’
- Al-Qulad
- Al-Qurayshi
- Al-Waqf
- Al-Watan, San‘a’
- Al-Ya`Abir
- Al-Ya`Ar
- `Alman
- `Amad
- `Amaqah
- `Ambaq
- `Amd
- Amrash
- ‘Amri
- An Nabat
- An Najd
- Anib
- `Aqlar
- Ar Rabam
- Ar Rahabah
- Ar Ramad
- Ar Rawdah, Sana'a
- Ar Rawnah
- Ar Rihabi
- `Araqah
- `Arjaz
- `Artam
- Artil
- As Salahi
- As Salul
- As Sawadayn
- As Sirr, Yemen
- As Sudah
- As Sunnatayn
- Asal, Yemen
- Ash Sharaf, San‘A’
- Ash Shi`B al-Aswad
- Ash Shutbah
- `Ashib
- `Asr
- At Tawilah
- `Attan
- `Awmarah
- Az Zaby
- Az Zafir
- Az Zahrah
- Az Zurah
- Ba`adan
- Bahkah
- Bahlul, Yemen
- Bahman, Yemen
- Bakar, Yemen
- Balsanah
- Bani `abbad
- Bani `abd
- Bani `asim
- Bani `id
- Bani `utban
- Bani Az Zubayr
- Bani Dahman
- Bani Dawud
- Bani Dud
- Bani Hawat

- Bani Humi
- Bani Jawbah
- Bani Malik
- Bani Mansur
- Bani Marih
- Bani Maymun
- Bani Murrah
- Bani Nukay`
- Bani Qutran
- Bani Sab`Ah
- Bani Shaddad
- Bani Shubati
- Bani Sulayman
- Bani Sulih
- Bani Za'Id
- Bani Ziyad
- Barhan
- Baril, Yemen
- Barran, Yemen
- Baw`an
- Bayn `amir
- Bayt Ad Dayl
- Bayt Adh Dhafif
- Bayt Adh Dhi'B
- Bayt `adhran
- Bayt al-`Ali
- Bayt al-`Ansi
- Bayt al-Bihar
- Bayt al-Ghawi
- Bayt al-Hamra'
- Bayt al-Hamudi
- Bayt al-Haqr
- Bayt al-Harithi
- Bayt al-Hawiri
- Bayt al-Hindawana
- Bayt al-Huwayt
- Bayt al-Jiddi
- Bayt al-Mifdal
- Bayt al-Mud`I
- Bayt al-Mushriqi
- Bayt al-Qadi
- Bayt al-Qamus
- Bayt al-Qunayyah
- Bayt al-Wishah
- Bayt al-Yatim
- Bayt al-Yisri
- Bayt `amir
- Bayt An Na`Am
- Bayt An Nukhayf
- Bayt Ar Rubu`I
- Bayt Ar Rumaym
- Bayt Arhab
- Bayt As Suwaydi
- Bayt Az Zafiq
- Bayt Az Zaydah
- Bayt Az Zubdani
- Bayt Az Zuwar
- Bayt Baws
- Bayt Bi'R Zanir
- Bayt Da`Ir
- Bayt Dahrah
- Bayt Fashid
- Bayt Ghadir
- Bayt Ghawbar
- Bayt Habis
- Bayt Hadir
- Bayt Hanbas
- Bayt Hirash
- Bayt `idhaqah
- Bayt `isa
- Bayt Juhays
- Bayt Jurayd
- Bayt Kahin
- Bayt Katmasar
- Bayt Khulaqah
- Bayt Mahdam
- Bayt Mahfad
- Bayt Majraz
- Bayt Marran
- Bayt Mi`Yad
- Bayt Na`Amah
- Bayt Na`Im
- Bayt Qatir
- Bayt Radm
- Bayt Rijal
- Bayt Sa`D
- Bayt Shaban

- Bayt Shimran
- Bayt Shubayl
- Bayt Suwa
- Bayt Umm Jalli
- Bayt `uqab
- Bayt Zabadan
- Bi'R al-Hudhayl
- Bid Bida
- Da`an
- Fatihat
- Ghabir
- Ghadran
- Ghayman
- Ghulah Dhayfan
- Ghurabah
- Hababah
- Habas, Yemen
- Haddah
- Hadir, Yemen
- Hadrami, Sana'a
- Hadran, Yemen
- Hadur
- Hafat Idris
- Hafid, Yemen
- Hajana
- Hajar Sa`Id
- Hakam, Yemen
- Halhal
- Hallah, Yemen
- Hamdani, Yemen
- Hamidah
- Hammar
- Hanadan, Yemen
- Harran, Yemen
- Haz, Yemen
- Hijrat al-Kibs
- Husn Mashmal
- Hutayb
- Huth, Yemen
- Ibn Hajib
- `Ilaf
- `Iman
- `Inad
- `Iyal Musa
- Ja'If Hamdan
- Ja`lal
- Jabal `uras
- Jabal al-Mururah
- Jadar, Yemen
- Jawb
- Jidr al-A`La
- Jidr al-Asfal
- Jihanah
- Jiharine
- Jirban
- Kabar, Yemen
- Karin, Yemen
- Kawkaban
- Khadarah
- Khalaqah
- Khamar
- Khamr
- Kharab As Sanaf
- Khiwan
- Kushar
- Lakamat al-Kuruf
- Lakamat al-Mi`Qab
- Luluwah
- Lumi, Yemen
- Madam, Yemen
- Madarah
- Madhbah
- Madhbal
- Madid
- Madinat Khayan
- Madwal
- Mafhaq
- Mahajil
- Mahall Rayd
- Mahaqra
- Mahwa Aser
- Mahwash, Yemen
- Malikah, Yemen
- Manakhah
- Manwar
- Mas`ud
- Masaarde

- Masham, Yemen
- Masur, Yemen
- Masyab
- Matnah
- Matwah
- Mawsanah
- Melaba
- Mughrabi, Yemen
- Na`at
- Najr
- Naqi al-Fardah
- Naqil Yaslah
- Nu`d
- Numayr, San‘a’
- Nusayl Zirajah
- Qahazah
- Qamlan
- Qarat Bani Suwar
- Qaratil
- Qarin, Yemen
- Qarn Hashim
- Qaryat al-Musalli
- Qaryat al-Qabil
- Qaryat al-`Urrah As Sufla
- Qaryat `Asr al-Asfal
- Qata`
- Quflat `udhr
- Qusayr, Yemen
- Radman, Yemen
- Rahabah
- Raju, Yemen
- Rakab
- Ray`an
- Raymah
- Rayshan
- Rayshan Bani Matar
- Riham
- Rohm As Sufla
- Ruhayqah
- Ruhm al-`Ulya
- Ruhm As Sufla
- Ruhub
- Safia, Yemen
- Sama`
- Sana'a
- Sanaf
- Sanhan, Yemen
- Sarf
- Sawad, Yemen
- Sa`wan
- Sayh, Yemen
- Sayyan
- Shamlan, Yemen
- Sharaf, Yemen
- Shararah
- Shatbi
- Shaybirah
- Sinaf
- Sinan, Yemen
- Sinwan
- Sirwan, Yemen
- Su`ut
- Subar
- Sudan, Yemen
- Sudum
- Sumayr
- Suq al-Jum`Ah
- Suq As Sabt
- Suq Bayt Na`Am
- Suq Bu`An
- Suryan
- Thalsa'
- Thula
- Tubr
- Tuzan
- `Uruq
- `Uwayrah
- Wa`la
- Wa`lan
- Wadi al-Bi'R
- Wadi al-Jar
- Wadi Har
- Waqash
- Wasit, San‘a’
- Wasl
- Yashi`
- Zijān